# 11月21日
11月21日是公历一年中的第325天（闰年第326天），离全年的结束还有40天。

## 大事记

### 19世紀以前
- 前164年：猶大·馬加比重建聖殿，此后犹太人将该日定为再獻聖殿節而加以纪念。
- 1009年：李公蘊成为越南皇帝，建立李朝。
- 1620年：前往北美洲新英格兰殖民地的102名英国清教徒在上岸之前，其中的41名成年男子在五月花号船上簽訂“五月花号公约”。
- 1783年：孟格菲兄弟在法国巴黎进行了世界上第一次载人热气球飞行。
- 1789年：北卡羅來納省批准美国宪法，成为美國第十二个州份北卡罗来纳州。

### 19世紀
- 1806年：拿破仑颁布柏林敕令（英语：Berlin Decree），规定对不列颠诸岛实行大陆封锁。
- 1867年：清朝政府派美國驻华公使蒲安臣为出使大臣。
- 1877年：爱迪生宣布发明留声机。
- 1878年：英国与阿富汗爆发英阿战争。
- 1894年：大日本帝國陸軍第2軍成功佔領中國旅順口後，部隊大規模殺害逾兩萬多名軍人和平民。

### 20世紀
- 1905年：爱因斯坦关于質能等價的论文于德国物理学期刊《物理年鑑》中发表。
- 1918年：爱沙尼亚首次启用蓝黑白三色旗。
- 1920年：在爱尔兰独立战争中，爱尔兰共和军在都柏林暗杀了18名英国特工，皇家愛爾蘭警隊預備隊作为报复，在举行球赛的科罗克公园（英语：Croke Park）枪杀了14名平民（英语：Bloody Sunday (1920)）。
- 1922年：喬治亞州的丽贝卡·费尔顿宣誓就职，成为美国参议院首位女性议员。
- 1928年：意大利同中国签订《友好通商条约》。
- 1942年：阿拉斯加公路建成。
- 1946年：中華民國在台灣举辦首届公務人員高等考試。
- 1947年：中華民國第一届国民大会代表选举开始投票。
- 1953年：英國倫敦自然历史博物馆专家宣布皮尔当人是一场骗局。
- 1954年：新加坡人民行动党正式成立。
- 1962年：中印边境战争：中国宣布与印度全面停火。
- 1964年：連接美國紐約市史泰登島和布魯克林的韋拉札諾海峽大橋通車，為當時世界上最長的吊橋。
- 1969年：美日开始商谈沖繩返還協定，指定将琉球交还给日本的事宜。
- 1969年：第一个阿帕网连接建立。
- 1972年：韩国实行维新宪法，建立第四共和國。
- 1977年：埃及与以色列达成和解。
- 1977年：印度东南部遭龍捲風袭击，许多村庄被海啸全部淹没，约三千人死亡。
- 1977年：《天佑紐西蘭》正式成為紐西蘭第二首國歌，與先前使用的《天佑女王》享有平等地位。
- 1978年：中国的四五天安门事件获得当局平反。
- 1979年：美国驻巴基斯坦大使馆遭到袭击（英语：1979 U.S. embassy burning in Islamabad），4人死亡。
- 1980年：拉斯维加斯米高梅大饭店大火（英语：MGM Grand fire），87人死，650余人伤。
- 1981年：香港藍田木屋區五級大火。
- 1983年：中国第一台亿次巨型计算机—“银河—I”计算机通过国家鉴定。
- 1983年：中国科学技术馆一期工程动工。
- 1985年：英国格林威治天文台的6座原子钟因财政困难停止运行。
- 1985年：美苏首脑会谈（英语：Geneva Summit (1985)）签署联合声明，里根和戈尔巴乔夫出席。
- 1985年：香港政府公佈二十六座公共房屋結構有問題，需要拆卸重建，受影響的居民有78000多人。
- 1986年：杭州著名景点“南屏晚钟”经日本佛教界赞助后重新铸成。
- 1990年：台灣海峽交流基金會成立。
- 1992年：厄瓜多尔发生海豚集体自杀事件。
- 1995年：意图于结束波士尼亞戰爭的和谈达成岱頓協定。
- 1996年：臺灣桃園縣縣長劉邦友於官邸內遭槍殺身亡，為臺灣戰後至今唯一於任內遇害的縣市首長。

### 21世紀
- 2002年：中国完成水稻第四号染色體精确测序。
- 2002年：北约邀请保加利亚等7个东欧国家加入该组织。
- 2004年：從包頭飛往上海的中國東方航空5210號班機，在內蒙古包頭起飛後不久墜毀於南海公園，機上53人全部罹難。
- 2004年：乌克兰举行本年第二轮投票。
- 2006年：香港天文台發出歷來最遲的黃色暴雨警告信號。
- 2007年：第三届东亚峰会于新加坡举行，参与的18个国家签订《气候变化、能源和环境新加坡宣言》。
- 2009年：中国黑龙江省鹤岗市的煤矿矿坑发生爆炸事件，最终造成108名矿工死亡。
- 2012年：以色列和哈馬斯等武裝組織之間的停火協議正式生效，結束長達一周的雲柱行動。
- 2013年：由於烏克蘭總統亞努科維奇拒絕簽署與歐盟的聯合協議，基輔爆發大規模抗議，並蔓延至全國。
- 2017年：辛巴威總統羅伯特·穆加貝迫於政變壓力辭職，結束對辛巴威近30年的統治。
- 2021年：美國威斯康辛州沃科夏耶誕遊行發生休旅車衝撞遊行隊伍事故，造成5人死亡和40多人受傷。
- 2022年：第22屆世界盃足球賽在卡達開幕。
- 2022年：印度尼西亞西爪哇省發生Mww 5.6地震，造成至少271人死亡、2,043人受傷。

## 出生
- 1694年：伏爾泰，法國啟蒙運動領袖，被譽為「法蘭西思想之父」（1778年逝世）
- 1729年：喬賽亞·巴特利特，美國物理學家、新罕布夏州州長、《美國獨立宣言》簽署人（1795年逝世）
- 1753年：路德維希·馮·科本茨爾，奧地利外交官、政治人物（1809年逝世）
- 1768年：弗里德里希·施萊爾馬赫，德國神學家、哲學家（1834年逝世）
- 1813年：查爾斯·斯通斯崔特，美國天主教神父兼耶穌會士（1885年逝世）
- 1818年：路易斯·亨利·摩爾根，美國人類學家、社會科學家（1881年逝世）
- 1834年：海蒂·格林，美國商人、金融投資者（1916年逝世）
- 1840年：維多利亞長公主，英國長公主（1901年逝世）
- 1844年：赫爾曼·魯姆舍特爾，德國鐵路工程師、日本明治時代御聘外籍顧問（1918年逝世）
- 1849年：湯瑪斯·巴克禮，英國長老教會傳教士（1935年逝世）
- 1852年：弗朗西斯科·塔雷加，西班牙吉他演奏家、作曲家，被譽為「近代吉他音樂之父」（1909年逝世）
- 1854年：教宗本篤十五世，羅馬主教（1922年逝世）
- 1866年：小錦八十吉，日本相撲力士，第17代橫綱（1914年逝世）
- 1867年：伊东忠太，日本建筑師（1954年逝世）
- 1870年：亞歷山大·貝克曼，俄羅斯裔美國無政府主義活動領軍人物（1936年逝世）
- 1870年：西格弗里德·埃德斯特隆，瑞典田徑與划船運動員、第四任國際奧林匹克委員會主席（1964年逝世）
- 1877年：齐格弗里德·卡格-埃勒特，德國作曲家、管風琴家（1933年逝世）
- 1882年：哈羅德·洛，英國海員，鐵達尼號五副（1944年逝世）
- 1882年：保羅·尼漢斯，瑞士外科醫生（1971年逝世）
- 1897年：維多·吉諾維斯，義大利裔美國黑手黨成員（1969年逝世）
- 1898年：雷內·馬格利特，比利時超現实主义畫家（1967年逝世）
- 1902年：艾薩克·辛格，美國意第緒語作家，1978年諾貝爾文學獎得主（1991年逝世）
- 1902年：安德列耶维奇，蘇聯共產黨中央政治局委員、中央書記處書記（1982年逝世）
- 1910年：錢鍾書，中國作家（1998年逝世）
- 1914年：阿卜杜勒-卡里姆·卡塞姆，伊拉克軍事人物，前任伊拉克總理（1963年逝世）
- 1917年：丁一权，韓國軍人、政治家（1994年逝世）
- 1921年：庄炎林，中国归国华侨联合会主席（2020年逝世）
- 1924年：米爾卡·普拉寧茨，克羅埃西亞政治人物，第25任南斯拉夫總理（2010年逝世）
- 1924年：克里斯托夫·托爾金，英國編輯、小說家，《魔戒》地圖繪製者（2020年逝世）
- 1931年：马尔科姆·威廉森，澳洲作曲家（2003年逝世）
- 1933年：亨利·哈特斯菲尔德，美國太空人（2014年逝世）
- 1935年：菲鲁兹，黎巴嫩女歌手
- 1936年：張任謙，澳洲華裔心臟外科醫生，人類現代心臟移植醫學技術先驅（1991年逝世）
- 1938年：海倫，印度女演員
- 1940年：理查德·馬辛克，美國海軍中校與海豹部隊成員、作家、廣播節目主持人、軍方顧問（2021年逝世）
- 1944年：哈羅德·雷米斯，美國男演員、喜劇演員、導演、編劇（2014年逝世）
- 1944年：厄爾·門羅，美國籃球運動員
- 1944年：迪克·德賓，美國政治人物，現任美國參議院多數黨黨鞭
- 1945年：歌蒂·韓，美國女演員、導演、電影監制
- 1947年：米哈伊爾·塔拉先科，俄羅斯政治人物（2025年逝世）
- 1947年：石修，香港演員、主持人、歌手
- 1948年：米歇爾·蘇萊曼，黎巴嫩總統
- 1950年：山本喜久，日本電機工程師、物理學家
- 1954年：尤格·馬夫羅帕薩里迪斯，希臘電影剪輯師
- 1955年：塞德里克·麥克斯維爾，美國職業籃球運動員
- 1957年：西脇美智子，日本女演員
- 1958年：阮文雄，台灣人權活動家
- 1959年：渡邊菜生子，日本女性聲優
- 1961年：川村万梨阿，日本女性聲優
- 1961年：赤井孝美，日本插畫家、企劃製作人
- 1961年：劉業成，香港警務處副處長
- 1963年：許景淳，台灣歌手
- 1965年：雷吉·路易斯，美國職業籃球運動員（1993年逝世）
- 1965年：山口由里子，日本女性聲優
- 1965年：碧玉，冰島創作歌手、演員、音樂製作人
- 1965年：亞历山大·希迪格，非裔英國電影電視演員
- 1965年：服部隆之，日本作曲家、编曲家
- 1965年：夏文汐，香港女藝人
- 1967年：古賀稔彦，日本男子柔道運動員（2021年逝世）
- 1967年：肯·布洛克，美國拉力賽賽車手（2023年逝世）
- 1969年：小肯·葛瑞菲，前美國職棒大聯盟球員
- 1970年：鄭在詠，韓國男演員
- 1971年：安德里·葉爾馬克，烏克蘭律師、製片人、政治人物，現任烏克蘭總統辦公室主任
- 1972年：裴晟佑，韓國男演員
- 1973年：陳煒，香港女演員
- 1973年：伍仲衡，香港音樂家
- 1973年：伊莉絲·莎特莉，西班牙模特儿、女演員
- 1975年：金玉婷，中國女演員
- 1975年：吉米·辛普森，美國男演員
- 1977年：顏寧，中國結構生物學家
- 1978年：宋芝齡，香港電視節目主持、演員，韓語學校、婚紗攝影公司經營者
- 1978年：露西娅·吉曼奈兹，西班牙女演員
- 1978年：雅絲敏·艾瑪斯利，美國女演員
- 1979年：茶太，日本女歌手
- 1979年：金烔完，韓國男子偶像團體神話成員
- 1979年：溫琴佐·亞昆塔，意大利足球運動員
- 1979年：斯特羅迈爾·斯威夫特，美國職業籃球運動員
- 1980年：姚子羚，香港女藝人
- 1980年：劉宇席，台灣網紅
- 1981年：池脇千鶴，日本演員
- 1981年：朴海秀，韓國男演員
- 1982年：約翰·盧卡斯三世，美國職業篮球運動員
- 1982年：山下祐樹，日本作家、裝幀設計家
- 1983年：毛俊傑，中國女演員
- 1984年：丁春誠，台灣男演員
- 1984年：吉娜·瑪隆，美國女演員
- 1985年：陳偉霆，香港男歌手
- 1985年：李金銘，中國女演員
- 1985年：錢信伊，馬來西亞媒體人、喜劇演員、配音員
- 1985年：卡莉·瑞·吉普森，加拿大歌手
- 1985年：黃家汶，香港女子殘奧乒乓球運動員
- 1985年：捷西斯·拿華斯，西班牙足球運動員
- 1985年：赫蘇斯·納瓦斯，西班牙足球運動員
- 1989年：田中真奈美，日本女性聲優
- 1989年：林堂真，日本職業足球運動員
- 1989年：法比安·迪夫，英國職業足球運動員
- 1990年：達妮埃爾·金，英國自行车運動員
- 1990年：孟希璘，香港女藝人
- 1991年：劉易斯·鄧克，英國職業足球運動員
- 1991年：優熙，韓國女子偶像團體UNI.T隊長
- 1991年：阿爾馬茲·阿亞納，埃塞俄比亞長跑運動員
- 1992年：指原莉乃，日本女子偶像團體HKT48成員
- 1992年：康納·梅納德，英國歌手
- 1993年：渡邊圭祐，日本男演員、模特兒
- 1993年：洪昌基，韓國職業棒球運動員
- 1994年：萨乌爾·尼格斯，西班牙足球運動員
- 1994年：張欣堯，中國男藝人
- 1996年：張昭真，韓國女子偶像團體gu9udan成員
- 1997年：韓奎珍，韓國男子偶像團體UP10TION成員
- 1997年：畢雯珺，中國男子偶像團體樂華七子NEXT成員
- 1998年：菲道爾，馬來西亞男歌手
- 1999年：吳映香，巴西華裔女歌手
- 1999年：夜道雪，日本女性聲優、YouTuber
- 2003年：李炤熙，韓國男子偶像團體RIIZE成員
- 2004年：Liz，韓國女子偶像團體IVE成員

## 逝世
- 496年：教宗哲拉修一世，羅馬主教（生年不详）
- 1011年：冷泉天皇，日本第63代天皇（950年出生）
- 1150年：加西亞·拉米雷斯，纳瓦拉王国国王（1112年出生）
- 1325年：尤里·丹尼洛维奇，莫斯科大公国大公（1281年出生）
- 1361年：菲利普一世，勃艮第公爵（1346年出生）
- 1555年：格奧爾格·阿格里科拉，德国学者（1494年出生）
- 1566年：安尼巴莱·卡罗，意大利诗人（1507年出生）
- 1579年：托马斯·格雷沙姆，英国商人（1519年出生）
- 1682年：，法國巴洛克時期風景畫家（1600年出生）
- 1695年：亨利·珀塞爾，英格兰作曲家（1659年出生）
- 1781年：讓-弗雷德里克·菲利波，法國國王路易十五世時代的國王首席顧問（1701年出生）
- 1844年：克雷洛夫，俄国寓言作家（1769年出生）
- 1859年：吉田松陰，日本江戶時代武士、思想家（1830年出生）
- 1899年：加勒特·霍巴特，美國政治人物，第24任美國副總統（1844年出生）
- 1916年：弗朗茨·约瑟夫一世，奥匈帝国皇帝（1830年出生）
- 1937年：夏国璋，中华民国国民革命军将领（1896年出生）
- 1937年：高志航，中華民國空軍少將（1907年出生）
- 1939年：蚁光炎，泰国抗日华侨领袖（1879年出生）
- 1953年：巴什拜·喬拉克·巴平，中國慈善家、官員（1889年出生）
- 1961年：豐田貞次郎，日本海軍大将、商工大臣、軍需大臣、運輸通信大臣、實業家（1885年出生）
- 1962年：蘇瑞泰，緬甸政治人物，首任緬甸總統（1894年出生）
- 1969年：穆特薩二世，布干達王國國王（1924年出生）
- 1970年：錢德拉塞卡拉·拉曼，英屬印度物理学家，1930年諾貝爾物理學獎得主（1888年出生）
- 1992年：凯山·丰威汉，老挝国家主席（1920年出生）
- 1996年：劉邦友，臺灣政治人物，第11、12任桃園縣縣長（1942年出生）
- 2007年：赫伯特·薩菲爾，美國土木工程師（1917年出生）
- 2014年：黃鐵，中國作家、詩人（1919年出生）
- 2014年：王昆，中国女高音歌唱家（1925年出生）
- 2017年：黄素影，中国演员（1919年出生）
- 2017年：大衛·卡西迪，美国演员及歌手（1950年出生）
- 2019年：陈明忠，中国政治人物（1929年出生）
- 2019年：崔毅，中国人民解放军中将（1930年出生）
- 2021年：罗伯特·布莱，美國詩人、作家、活動家（1926年出生）
- 2021年：維拉華蒂·法吉林，印尼女子羽球運動員（1957年出生）
- 2022年：嘉玲，香港女演員（1935年出生）
- 2022年：威爾科·約翰森，英國吉他手、歌手、詞曲作者（1947年出生）
- 2022年：梁田清之，日本男性聲優（1965年出生）

## 节假日和习俗
- 世界哈囉日
- 世界电视日
- 伊布日
- ：教師節
- 、 希腊：軍人節
- 乌克兰：空軍節、尊严与自由日
- （塞族共和國）：协议纪念日